# محسن تویسرکانی
محسن تویسرکانی (زادهٔ ۱۳۳۰ در تهران)، موسیقی‌دان و نوازندهٔ ویولنسل اهل ایران است.

## زندگی هنری
محسن تویسرکانی در سال ۱۳۳۰ در تهران متولد شد. در سن ۱۲ سالگی با تشویق مادرش وارد هنرستان موسیقی شد و فراگیری ساز ویلنسل را نزد «داود جعفری» آغاز نمود. در ادامه از آموزش‌های استادانی همچون: «مصطفی کمال پورتراب»، «استفان پوپوف» و «هیتوشی کاتو» بهره برد. او از سال ۱۳۴۶ همزمان با تحصیل در هنرستان عالی موسیقی همکاری خود را با ارکسترهای مختلف رادیو از جمله «ارکستر رودکی» آغاز کرد.
وی در سال ۱۳۴۸ از هنرستان موسیقی فارغ‌التحصیل شد و به دانشکده هنرهای زیبای دانشگاه تهران راه یافت و از همان هنگام همکاری خود را با ارکستر مجلسی رادیو و تلویزیون آغاز نمود. او از سال ۱۲۳۰ تا ۱۳۵۷ به همراه ارکستر، کنسرت‌هایی را در کشورهای مختلف اجرا نمود.
در بیستمین جشنواره موسیقی فجر که بهمن ۱۳۸۳ برگزار شد با اهداء لوح تقدیر و جایزه، از محسن تویسرکانی تجلیل شد.

## فعالیت‌های هنری
از جمله فعالیت‌های هنری محسن تویسرکانی در جایگاه موسیقی‌دان و نوازنده به موارد زیر می‌توان اشاره نمود:
- همکاری با ارکستر مجلسی صدا و سیما به عنوان مایستر ویلنسل
- همکاری با ارکستر سمفونیک صدا و سیما
- همکاری با ارکستر ملی ایران
- تدریس در هنرستان عالی موسیقی تهران
- تدریس در کنسرواتوار موسیقی تهران (دانشگاه جامع علمی کاربردی)
- داوری جشنوارهٔ ملی موسیقی جوان

## آثار
از جمله آثار موسیقی که محسن تویسرکانی در آن حضور داشته‌است به موارد زیر می‌توان اشاره نمود:
- آلبوم موسیقی «دود عود» به آهنگسازی «پرویز مشکاتیان»، تنطیم «کامبیز روشن روان» و خوانندگی «محمدرضا شجریان»
- آلبوم موسیقی فیلم «از کرخه تا راین» به آهنگسازی «مجید انتظامی»[۵]
- آلبوم موسیقی «جلوه‌های ماندگار» به آهنگسازی «محمد سریر» و خوانندگی «محمد نوری»[۶]
- آلبوم موسیقی «گریه بی بهانه» به خوانندگی «حسام الدین سراج»[۷]
- آلبوم موسیقی «سمفونی حماسه خرمشهر» به آهنگسازی «مجید انتظامی»[۸]
- آلبوم موسیقی سریال «امام علی» به آهنگسازی «فرهاد فخرالدینی» و خوانندگی «صدیق تعریف»[۹]
- آلبوم موسیقی «نی نوا» به آهنگسازی «حسین علیزاده»[۱۰]
- آلبوم موسیقی «دیدار» به آهنگسازی «کامبیز روشن روان» و خوانندگی «محمدرضا ظفرنژاد»[۱۱]
- آلبوم موسیقی «غزل خوان» به آهنگسازی «اسدالله ملک» و خوانندگی «ایرج خواجه امیری»[۱۲]
- آلبوم موسیقی «نگاه آسمانی» به آهنگسازی «همایون رحیمیان» و خوانندگی «حسام الدین سراج»[۱۳]
- آلبوم موسیقی «فیلم گبه» به آهنگسازی «حسین علیزاده»[۱۴]
- آلبوم موسیقی «یک نگه کرد و گذشت» به آهنگسازی «علی تجویدی» و خوانندگی «علیرضا فریدون پور»[۱۵]
- آلبوم موسیقی «به یاد فردین» به آهنگسازی «اسدالله ملک» و خوانندگی «ایرج خواجه امیری» و «احسان فدایی»[۱۶]
- آلبوم موسیقی فیلم «آژانس شیشه ای» به آهنگسازی «مجید انتظامی»[۱۷]
- آلبوم موسیقی فیلم «دوئل» به آهنگسازی «مجید انتظامی»[۱۸]
- آلبوم موسیقی «اشتیاق» به آهنگسازی «فرهاد فخرالدینی» و خوانندگی «علیرضا قربانی»[۱۹]
- آلبوم موسیقی «تنها ماندم» به آهنگسازی «همایون خرم»، تنطیم «کامبیز روشن روان» و خوانندگی «محمد اصفهانی»[۲۰][۲۱]
- آلبوم موسیقی «هفت سین» به آهنگسازی «کامبیز روشن روان» و خوانندگی «محمد اصفهانی»[۲۲]
- آلبوم موسیقی «موسم گل» به آهنگسازی «محمدرضا درویشی» و خوانندگی «ایرج بسطامی»[۲۳]
- آلبوم موسیقی «خواب خوش» به آهنگسازی «جعفر زعیمی نیکو» و «محمود جعفری امید»[۲۴]